# Legend of the Lion King
Pour les articles homonymes, voir Lion (homonymie).
Legend of the Lion King (La Légende du Roi Lion en français) est un spectacle musical qui était présenté dans le Magic Kingdom de Walt Disney World Resort et qui a été transféré au parc Disneyland en France. Il présente l'histoire développée dans le film Le Roi lion (1994).
Ce spectacle diffère du spectacle Festival of the Lion King principalement en raison de la disposition de la salle, ce dernier évoquant les feux de camp.
Le spectacle présente 4 chanteurs, une vingtaine de danseurs et trois marionnettes de Simba, Pumbaa et Zazu juché sur un rocher.

## Magic Kingdom
- Ouverture : 8 juillet 1994[1]
- Fermeture : 23 février 2002[2]
- Salle : Fantasyland Theater dans l'aile occidentale de Fantasyland
- Capacité : 500 places[2]
- Durée : 25 minutes
- Sponsor : Kodak
- Type d'attraction : théâtre
- Situation : 48° 52′ 28″ N, 2° 46′ 26″ E
- Attraction précédente :
  - Mickey Mouse Revue 1971 - septembre 1980, transférée à Tokyo Disneyland
  - Magic Journeys décembre 1987 - décembre 1993
- Attraction suivante :
  - Mickey's PhilharMagic depuis le 3 octobre 2003

## Parc Disneyland (France)
Le spectacle est présenté dans le théâtre de Vidéopolis sous le nom La Légende du Roi Lion.
- Ouverture : 29 juin 2004[3]
- Fermeture : 4 janvier 2009
- Durée : 25 minutes
- Salle : Vidéopolis
- Attractions précédentes :
  - La Belle et la Bête de 1992 à 1996
  - Disney Classic : La Musique et la Magie de 1996 à 1999
  - Mulan, la légende du 28 novembre 1999 à novembre 2002
  - Mickey's Show Time du 9 novembre 2002 à mars 2004
- Attractions suivantes :
  - Cinéma Mickey dès le 4 avril 2009